# János Batsányi
János Batsányi (Tapolca, condado de Veszprém, 9 de maio de 1763 — Linz, 12 de maio de 1845) foi um poeta húngaro.

## Biografia
Em 1785 Batsányi publicou seu primeiro trabalho, um poema patriótico, "O Valor dos Húngaros". No mesmo ano, obteve um emprego como escriturário na tesouraria da cidade húngara de Kassa (atual Košice, Eslováquia), e ali, a partir de 1788, em conjunto com outros dois patriotas húngaros: Dávid Baróti Szabó e Ferenc Kazinczy, editou a revista literária Magyar Museu, que foi reprimida pelo governo em 1792.
No ano seguinte, ele foi demitido de seu emprego e em 1794, tendo participado da conspiração de Ignác Martinovics, líder do movimento jacobino húngaro, foi jogado na prisão estadual da Fortaleza de Kufstein, onde permaneceu por dois anos.
Após ser solto, Batsányi contribuiu ativamente para a edição da Magyar Minerva, uma revista literária, e depois seguiu para Viena, onde obteve emprego em um banco. Em 1805 casou-se com Gabriele von Baumberg, uma renomada poetisa austríaca. Quatro anos mais tarde traduziu a proclamação de Napoleão I da França para o húngaro, e, em razão deste ato anti-Habsburgo, teve que se refugiar em Paris.
Depois da queda de Napoleão, Batsányi foi entregue aos austríacos, que lhe permitiram residir em Linz até sua morte, com a condição de que nunca deixasse aquela cidade. Ele publicou uma coleção de poemas em Peste, em 1827, e também editou as obras poéticas de Pál Ányos e Ferenc Faludi.
Em 1843, com a idade de oitenta anos, a Academia de Ciências da Hungria o elegeu um de seus membros. Dois anos depois, János Batsányi morreu em Linz.

## Obras
Obras de e sobre János Batsányi:
- A magyaroknak vitézsége. Peste, 1785.
- Két magyar hazafi érzékenységei. 1790.
- Ode. 1796 (Poema).
- Mantua. 1799 (Poema).
- A magyar tudósokhoz. Peste, 1821.
- Batsányi János versei. Volume I. Budapeste, 1827.
- Batsányi János poétai munkáji. 1835.
- Batsányi János költeményei. Peste, 1865.